# Protoparmeliopsis
Protoparmeliopsis is een geslacht van korstmossen dat behoort tot de orde Lecanorales van de ascomyceten. De typesoort is Protoparmeliopsis muralis. Het geslacht is beschreven door de Franse mycoloog Maurice Choisy en werd in 1929 voor het eerst geldig gepubliceerd.

## Soorten
Volgens Index Fungorum telt het geslacht 39 soorten (peildatum februari 2023):
| Soortnaam                                    | Auteur(s)                           | Publicatiejaar |
| -------------------------------------------- | ----------------------------------- | -------------- |
| Protoparmeliopsis achariana                  | (A.L. Sm.) Moberg & R. Sant.        | 2004           |
| Protoparmeliopsis admontensis                | (Zahlbr.) Hafellner                 | 2005           |
| Protoparmeliopsis baranowii                  | (Poelt) S.Y. Kondr.                 | 2012           |
| Protoparmeliopsis bipruinosa                 | (Fink) S.Y. Kondr.                  | 2012           |
| Protoparmeliopsis bogdoensis                 | (Tomin) S.Y. Kondr.                 | 2012           |
| Protoparmeliopsis bolcana                    | (Pollini) Lumbsch                   | 2016           |
| Protoparmeliopsis chejuensis                 | S.Y. Kondr. & Hur                   | 2013           |
| Protoparmeliopsis chlorophthalma             | (Poelt & Tomin) S.Y. Kondr.         | 2012           |
| Protoparmeliopsis crystalliniformis          | B.G. Lee & Hur                      | 2021           |
| Protoparmeliopsis degelii                    | (T. Schauer & Brodo) S.Y. Kondr.    | 2012           |
| Protoparmeliopsis ertzii                     | Bungartz & Elix                     | 2020           |
| Protoparmeliopsis esfahanensis               | S.Y. Kondr. & Zarei-Darki           | 2012           |
| Protoparmeliopsis garovaglii                 | (Körb.) Arup, Zhao Xin & Lumbsch    | 2015           |
| Protoparmeliopsis geiserae                   | (B.D. Ryan) S.Y. Kondr.             | 2012           |
| Protoparmeliopsis graeca                     | (J. Steiner) Sipman & Cl. Roux      | 2016           |
| Protoparmeliopsis gyrophorica                | (Lendemer) S.Y. Kondr.              | 2013           |
| Protoparmeliopsis hieroglyphica              | (Poelt) S.Y. Kondr.                 | 2012           |
| Protoparmeliopsis klauskalbii                | (Sipman) Şenkard.                   | 2011           |
| Protoparmeliopsis kofae                      | (B.D. Ryan & T.H. Nash) S.Y. Kondr. | 2012           |
| Protoparmeliopsis kopachevskae               | S.Y. Kondr., Lőkös & Hur            | 2017           |
| Protoparmeliopsis kotovii                    | (Oxner) S.Y. Kondr.                 | 2012           |
| Protoparmeliopsis kukunorensis               | (H. Magn.) S.Y. Kondr.              | 2012           |
| Protoparmeliopsis laatokkaensis              | (Räsänen) Moberg & R. Sant.         | 2004           |
| Protoparmeliopsis macrocyclos                | (H. Magn.) Moberg & R. Sant.        | 2004           |
| Protoparmeliopsis mazatzalensis              | (B.D. Ryan & T.H. Nash) S.Y. Kondr. | 2013           |
| Protoparmeliopsis muralis (Muurschotelkorst) | (Schreb.) M. Choisy                 | 1929           |
| Protoparmeliopsis nashii                     | (B.D. Ryan) S.Y. Kondr.             | 2012           |
| Protoparmeliopsis orbicularis                | (Schaer.) S.Y. Kondr.               | 2012           |
| Protoparmeliopsis peltata                    | (DC.) Arup, Zhao Xin & Lumbsch      | 2015           |
| Protoparmeliopsis pinguis                    | (Tuck.) S.Y. Kondr.                 | 2013           |
| Protoparmeliopsis sierrae                    | (B.D. Ryan & T.H. Nash) S.Y. Kondr. | 2012           |
| Protoparmeliopsis sphaeroidea                | (Oxner) S.Y. Kondr.                 | 2012           |
| Protoparmeliopsis straminea                  | (Wahlenb.) S.Y. Kondr.              | 2012           |
| Protoparmeliopsis taranii                    | S.Y. Kondr. & Tchaban.              | 2013           |
| Protoparmeliopsis usbekica                   | (Poelt) S.Y. Kondr.                 | 2012           |
| Protoparmeliopsis vaenskaei                  | (Cl. Roux & C. Coste) Cl. Roux      | 2016           |
| Protoparmeliopsis verruculifera              | (Tomin) S.Y. Kondr.                 | 2012           |
| Protoparmeliopsis zareii                     | S.Y. Kondr.                         | 2012           |
| Protoparmeliopsis zerovii                    | S.Y. Kondr.                         | 2016           |